# العلاقات التركية الغينية
العلاقات التركية الغينية هي العلاقات الثنائية التي تجمع بين تركيا وغينيا.

## مقارنة بين البلدين
هذه مقارنة عامة ومرجعية للدولتين:
| وجه المقارنة                                              | تركيا         | غينيا       |
| --------------------------------------------------------- | ------------- | ----------- |
| المساحة (كم2)                                             | 783.56 ألف    | 245.86 ألف  |
| عدد السكان (نسمة)                                         | 80.14 مليون   | 12.72 مليون |
| الكثافة السكانية (ن./كم²)                                 | 102.28        | 51.74       |
| العاصمة                                                   | أنقرة         | كوناكري     |
| اللغة الرسمية                                             | اللغة التركية | لغة فرنسية  |
| العملة                                                    | ليرة تركية    | فرنك غيني   |
| الناتج المحلي الإجمالي (بليون دولار)                      | 851.10 مليار  | 10.50 مليار |
| الناتج المحلي الإجمالي (تعادل القوة الشرائية) بليون دولار | 1.57 تريليون  | 15.24 مليار |
| الناتج المحلي الإجمالي الاسمي للفرد دولار أمريكي          | 9.12 ألف      | 531         |
| الناتج المحلي الإجمالي للفرد دولار أمريكي                 | 19.79 ألف     | 1.22 ألف    |
| مؤشر التنمية البشرية                                      | 0.761         | 0.411       |
| رمز المكالمات الدولي                                      | +90           | +224        |
| رمز الإنترنت                                              | .tr           | .gn         |
| المنطقة الزمنية                                           | ت ع م+03:00   | 00          |

## منظمات دولية مشتركة
يشترك البلدان في عضوية مجموعة من المنظمات الدولية، منها:
| علم المنظمة | اسم المنظمة                               | تاريخ انضمام تركيا | تاريخ انضمام غينيا |
| ----------- | ----------------------------------------- | ------------------ | ------------------ |
|             | مؤسسة التنمية الدولية                     | 22 ديسمبر 1960     | 26 سبتمبر 1969     |
|             | يونسكو                                    | 4 نوفمبر 1946      | 2 فبراير 1960      |
|             | وكالة ضمان الاستثمار متعدد الأطراف        | 3 يونيو 1988       | 5 أكتوبر 1995      |
|             | الأمم المتحدة                             | 24 أكتوبر 1945     | 12 ديسمبر 1958     |
|             | الفريق المعني برصد الأرض                  | ?                  | ?                  |
|             | الاتحاد البريدي العالمي                   | ?                  | ?                  |
|             | البنك الدولي للإنشاء والتعمير             | 11 مارس 1947       | 28 سبتمبر 1963     |
|             | منظمة التعاون الإسلامي                    | 25 سبتمبر 1969     | ?                  |
|             | منظمة حظر الأسلحة الكيميائية              | ?                  | ?                  |
|             | مؤسسة التمويل الدولية                     | 19 ديسمبر 1956     | 22 أكتوبر 1982     |
|             | المركز الدولي لتسوية المنازعات الاستشارية | 2 أبريل 1989       | 4 ديسمبر 1968      |
|             | منظمة التجارة العالمية                    | 26 مارس 1995       | 25 أكتوبر 1995     |
|             | منظمة الشرطة الجنائية الدولية             | ?                  | ?                  |
|             | البنك الإفريقي للتنمية                    | ?                  | ?                  |

## أعلام
هذه قائمة لبعض الشخصيات التي تربطها علاقات بالبلدين:
- إبراهيم ياتارا (لاعب كرة قدم غيني، 3 يونيو 1980[20] – )
- سليمان يولا (لاعب كرة قدم غيني، 29 نوفمبر 1981[21] – )

## وصلات خارجية
- موقع وزارة الخارجية التركية